# Éloi Charles Fieffé
Éloi Charles Fieffé (Dammartin-en-Serve, 21 décembre 1740 - Paris, 16 mai 1807) est un notaire parisien et homme politique français. Il a été administrateur du département de la Seine, membre du conseil des hospices,  maire de l'ancien 8e arrondissement de Paris (1800-1803) et député de la Seine (1803-1807).
Il a été enterré au cimetière du Père-Lachaise (28e division).

## Sources
- « Éloi Charles Fieffé », dans Adolphe Robert et Gaston Cougny, Dictionnaire des parlementaires français, Edgar Bourloton, 1889-1891 [détail de l’édition]